# Thorbjörn Fälldin
Nils Olof Thorbjörn Fälldin (ur. 24 kwietnia 1926 w Västby w gminie Härnösand, zm. 23 lipca 2016 w Ramviku) – szwedzki polityk i rolnik, poseł do Riksdagu, w latach 1971–1985 lider Partii Centrum, w latach 1976–1978 i 1979–1982 premier Szwecji.

## Życiorys
W 1945 ukończył szkołę średnią. Zajmował się rolnictwem w Ångermanlandzie. Dołączył do wywodzącej się ze środowisk agrarnych Partii Centrum, w pierwszej połowie lat 50. kierował jej organizacją młodzieżową w regionie. W 1958 wybrany do Riksdagu, mandat poselski utracił w 1964. Do szwedzkiego parlamentu powrócił do 1967 i zasiadał w nim do 1985. W drugiej połowie lat 60. dołączył do władzy wykonawczych Partii Centrum. Stał się politykiem znanym z głoszenia potrzeby ochrony środowiska i z negatywnego podejścia do energii jądrowej.
W 1971 został nowym przewodniczącym centrystów, zastępując Gunnara Hedlunda. W 1976 trzy centroprawicowe ugrupowania uzyskały większość w Riksdagu, przez co rządząca od 40 lat Szwedzka Socjaldemokratyczna Partia Robotnicza musiała przejść do opozycji. W październiku 1976 Thorbjörn Fälldin objął urząd premiera, stając na czele gabinetu tworzonego przez centrystów, Umiarkowaną Partię Koalicyjną i Ludową Partię Liberałów. Koalicja rozpadła się na tle sporów dotyczących energii jądrowej. W październiku 1978 na czele nowego mniejszościowego rządu stanął Ola Ullsten. Po kolejnych wyborach, w których partie centroprawicy zachowały parlamentarną większość, Thorbjörn Fälldin w październiku 1979 powrócił na urząd premiera. Sprawował go do października 1982, kiedy to do władzy ponownie doszli socjaldemokraci. Wcześniej w maju 1981 trójpartyjną koalicję opuściła Umiarkowana Partia Koalicyjna.
W 1985 ustąpił z funkcji lidera Partii Centrum, powracając do pracy w rolnictwie. Pełnił też kierownicze funkcje w różnych przedsiębiorstwach, m.in. w firmie telekomunikacyjnej Televerket.